# Alach
Alach ist ein Ortsteil der thüringischen Landeshauptstadt Erfurt. Das Dorf mit etwa 1000 Einwohnern liegt westlich der Stadt auf der Alacher Höhe.

## Geografie
Alach liegt etwa acht Kilometer westlich des Erfurter Stadtzentrums auf einer zum Thüringer Becken gehörenden Hochfläche, der Alacher Höhe. In der Ortsflur entspringt die Nesse, die nach Westen fließt und zum Einzugsgebiet der Weser gehört, während das Erfurter Stadtzentrum sich im Flussbereich der Elbe befindet. Während der Ort selbst in knapp 300 Metern Höhe liegt, steigt die Alacher Höhe nördlich des Ortes bis auf 329 Meter an. Nachbardörfer von Alach sind Zimmernsupra im Westen, Töttelstädt im Nordwesten, Schaderode im Norden, Salomonsborn im Nordosten, Marbach im Osten, Bindersleben im Südosten und Gottstedt im Südwesten. Die flache Ortsflur ist unbewaldet und wird intensiv landwirtschaftlich genutzt.

## Geschichte

Karte von Alach (1843)

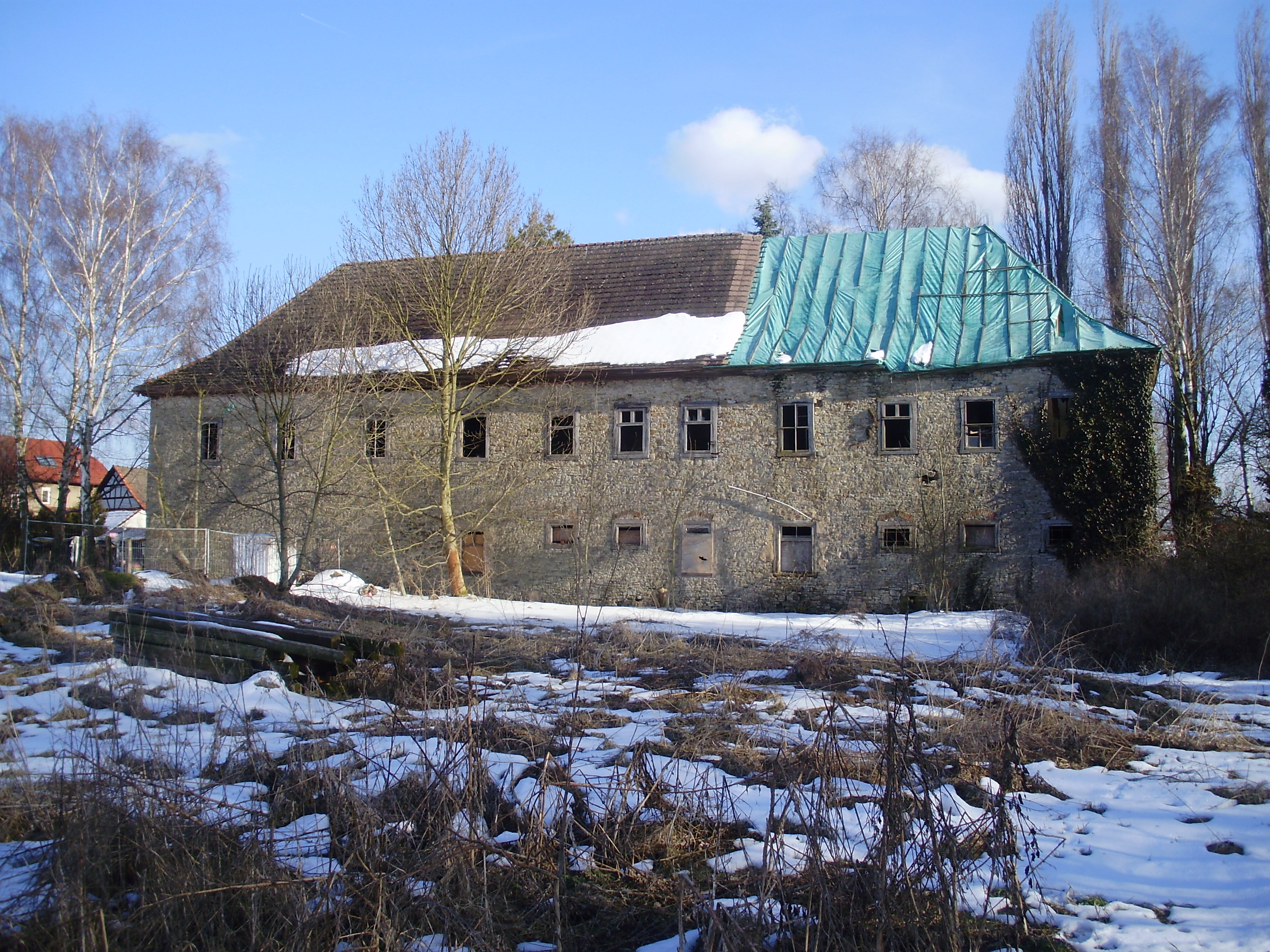
Das ehem. Herrenhaus des Klostergutes

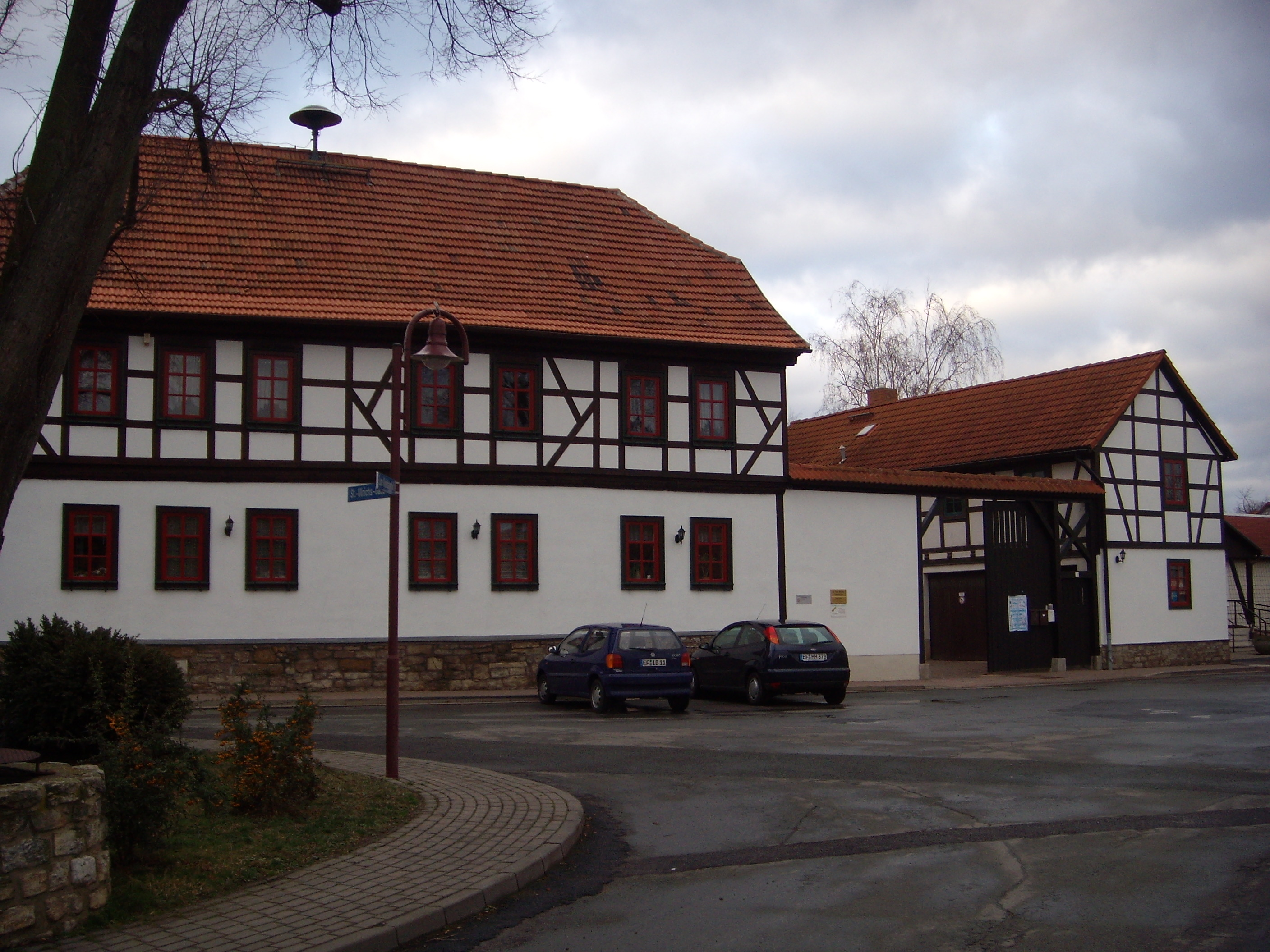
Gemeindehaus

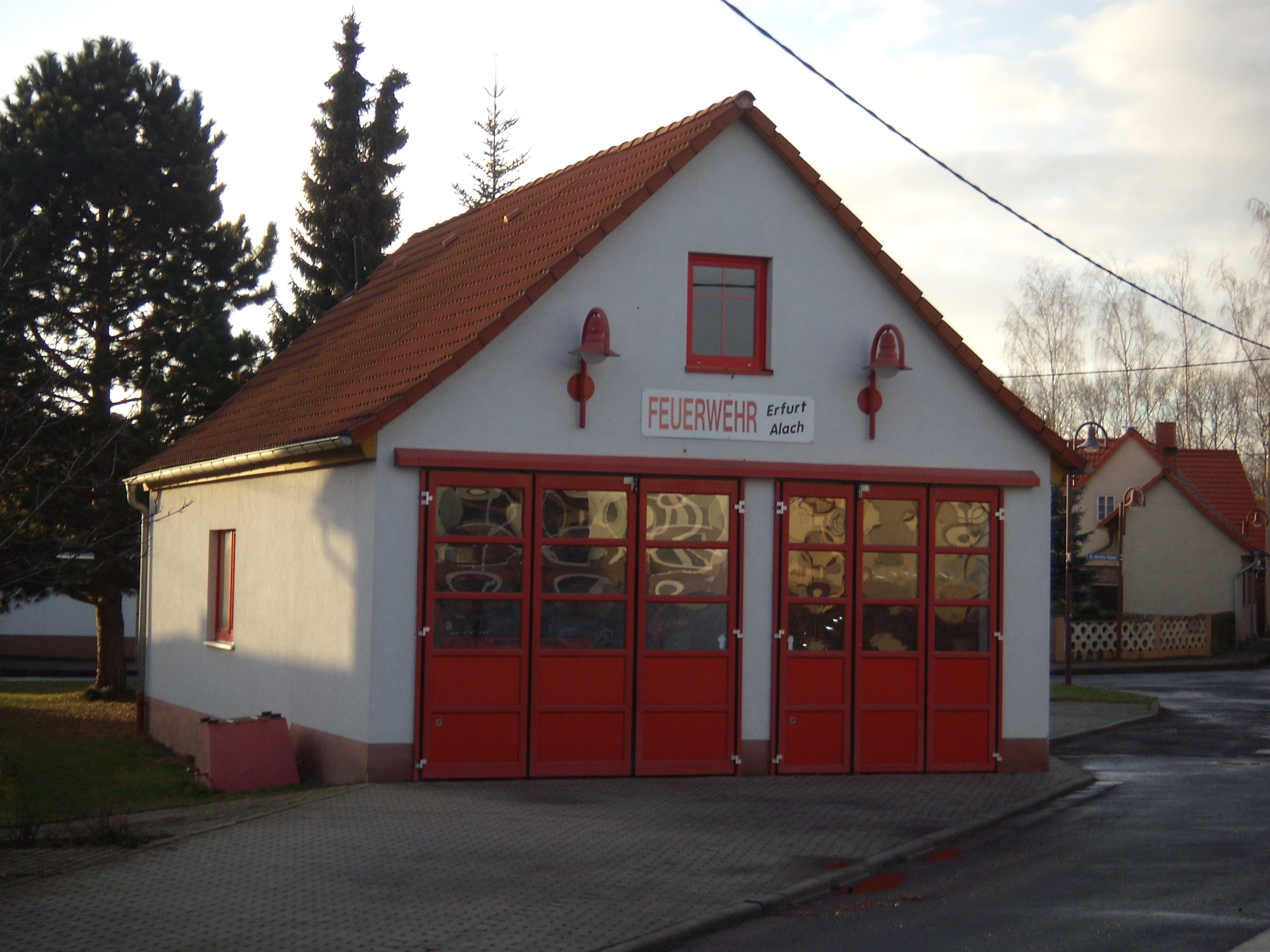
Feuerwehrhaus

Die fruchtbare Gegend um Alach ist schon seit langer Zeit besiedelt. So wurde in der Ortsflur ein Gräberfeld aus der Merowingerzeit lokalisiert.
Im 9. Jahrhundert wurde Alach erstmals schriftlich erwähnt. Ab 1104 gehörte Alach zum Besitz des Petersklosters in Erfurt, weshalb die Bewohner des Ortes als Peterlinge bezeichnet wurden. Seit dem 14. Jahrhundert bestehen enge Beziehungen zwischen Alach und Erfurt, da der Ort zum Landbesitz des städtischen Rats gehörte. Damit war es Teil von Kurmainz. 1482 wurde das Herrenhaus des mitten im Ort liegenden Klostergutes Alach erneuert. 1664 wurde Alach durch Kurfürsten Johann Philipp von Schönborn belagert, wodurch es zu erheblichen Schäden kam, die erst zu Beginn des 18. Jahrhunderts behoben werden konnten. Bei einer Verwaltungsreform des Erfurter Staats wurde im Jahr 1706 das Amt Alach gebildet, zu dem 15 Orte gehörten.
Seit 1816 gehörte das Pfarrdorf Alach, das über eine Domäne verfügte, zum Landkreis Erfurt der preußischen Provinz Sachsen. 1822 lebten hier in 123 Häusern 425 Einwohner. Außerhalb des Dorfes befand sich eine Windmühle. 1932 wurde der Landkreis aufgelöst und Alach wurde ein Teil des Landkreises Weißensee.
Am 1. Juli 1950 wurde die bis dahin eigenständige Gemeinde Salomonsborn eingegliedert. Ein weiterer Ortsteil Alachs ist Schaderode, das bereits seit Beginn der preußischen Zeit zur Gemeinde Alach gehörte.
Im Jahr 1952 wurde der Kreis Erfurt-Land gebildet. Am 1. April 1994 wurde Alach mitsamt seinen beiden Ortsteilen nach Erfurt eingemeindet. Heute bilden alle drei Orte eigene Stadtteile Erfurts. Der Ortsteilrat Alachs wird noch gemeinsam mit Schaderode gebildet, während Salomonsborn seit 2004 einen eigenen Ortsteilrat besitzt.

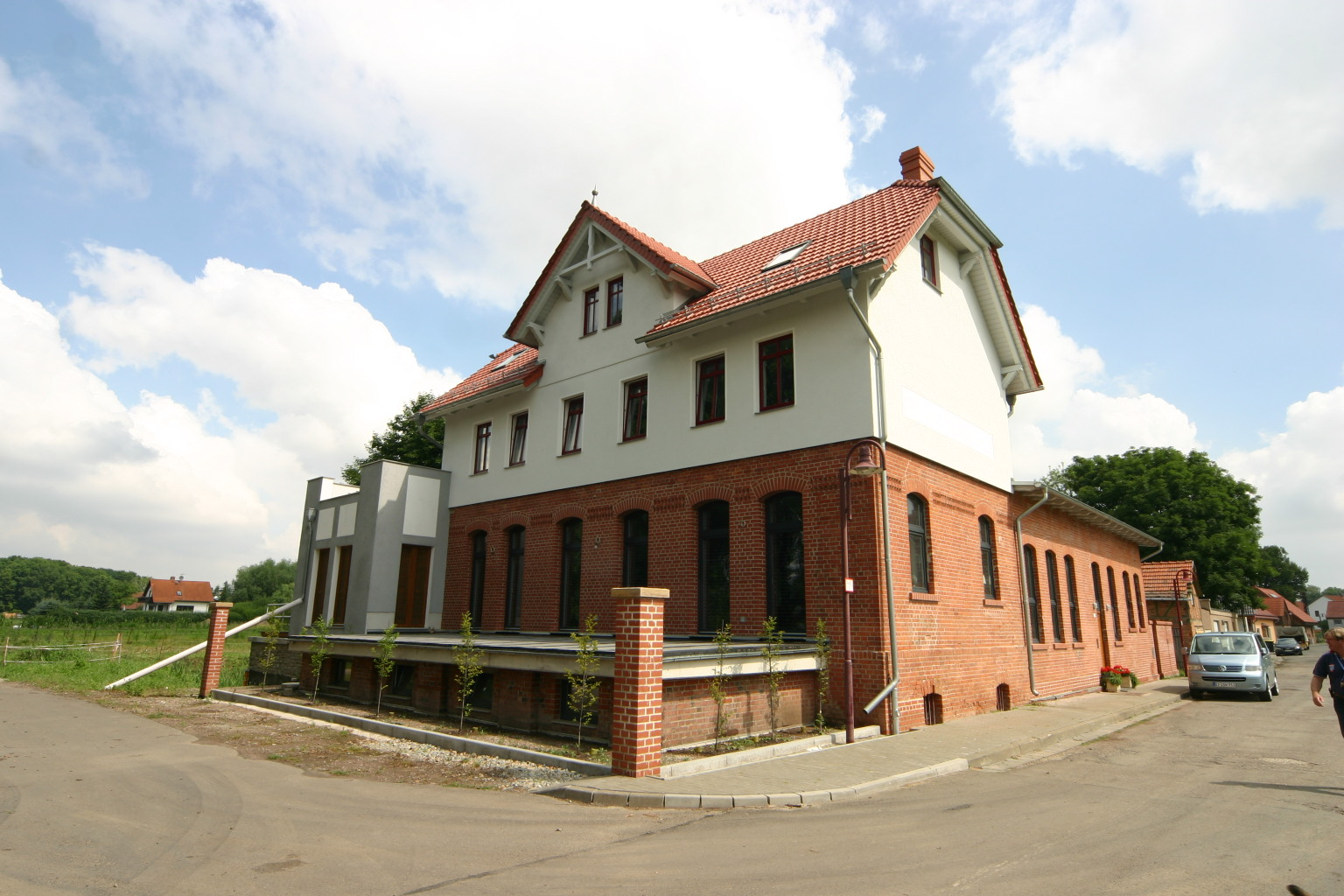
Alte Molkerei

### Einwohnerentwicklung
- Von 1843 bis 1910 (inkl. Schaderode)

| Jahr      | 1843 | 1910 | 1939 | 1995 | 2000 | 2005 | 2010 | 2015 | 2020 |
| --------- | ---- | ---- | ---- | ---- | ---- | ---- | ---- | ---- | ---- |
| Einwohner | 0598 | 0638 | 0707 | 0795 | 0977 | 1041 | 1012 | 0984 | 0990 |

## Sehenswürdigkeiten
- Der Ortskern Alachs ist noch in seinen historischen Formen erhalten. Später entstanden südlich und nach der Wiedervereinigung nordwestlich neue Eigenheimsiedlungen, sodass die Bevölkerung in den 1990er-Jahren durch Suburbanisierung stark anstieg.
- Dorfkirche St. Ulrich
- Klostergut Alach

## Politik
Ortsbürgermeister von Alach und Schaderode ist Rainer Blasse.

## Wirtschaft und Infrastruktur
Zu DDR-Zeiten war Alach ausschließlich von der Landwirtschaft geprägt, ist aber mittlerweile auch ein Standort für verschiedene Gewerbetreibende. Neben mehreren Kleingewerbetreibenden gibt es mit dem mittlerweile zur PIN Group gehörenden Thüringer Postservice und der Limes Bau GmbH auch zwei mittelständische Betriebe. Das Gewerbegebiet liegt östlich des Ortes an der Straße nach Salomonsborn.
Nach Süden führt eine Straße nach Bindersleben, wo sich direkt an den Ort angrenzend der Flughafen Erfurt befindet. Beim Ausbau des Flughafens wurde die Straße verlegt und westlich neu gebaut. Außerdem befindet sich bei Bindersleben eine Anschlussstelle zur Bundesautobahn 71, die westlich und nördlich um den Ort herumführt. Nach Norden führt eine Straße nach Schaderode und nach Westen nach Zimmernsupra und Töttelstädt. Der Durchgangsverkehr wird über eine Umgehungsstraße am östlichen Ortsrand entlanggeführt.
Die Erfurter Verkehrsbetriebe bedienen Alach mit den Stadtbuslinien 91 und 92. Die Linie 91 verkehrt zwischen Ermstedt und Büropark Airfurt, die 92 zwischen Töttelstädt und dem Büropark. Ab dem Büropark Airfurt verkehrt die Straßenbahnlinie 4 in Richtung Innenstadt.
Zwischen 1926 und 1967 hatte der Ort einen Haltepunkt an der Kleinbahn Erfurt–Nottleben, die eine Verbindung zum Erfurter Westbahnhof herstellte.

## Persönlichkeiten

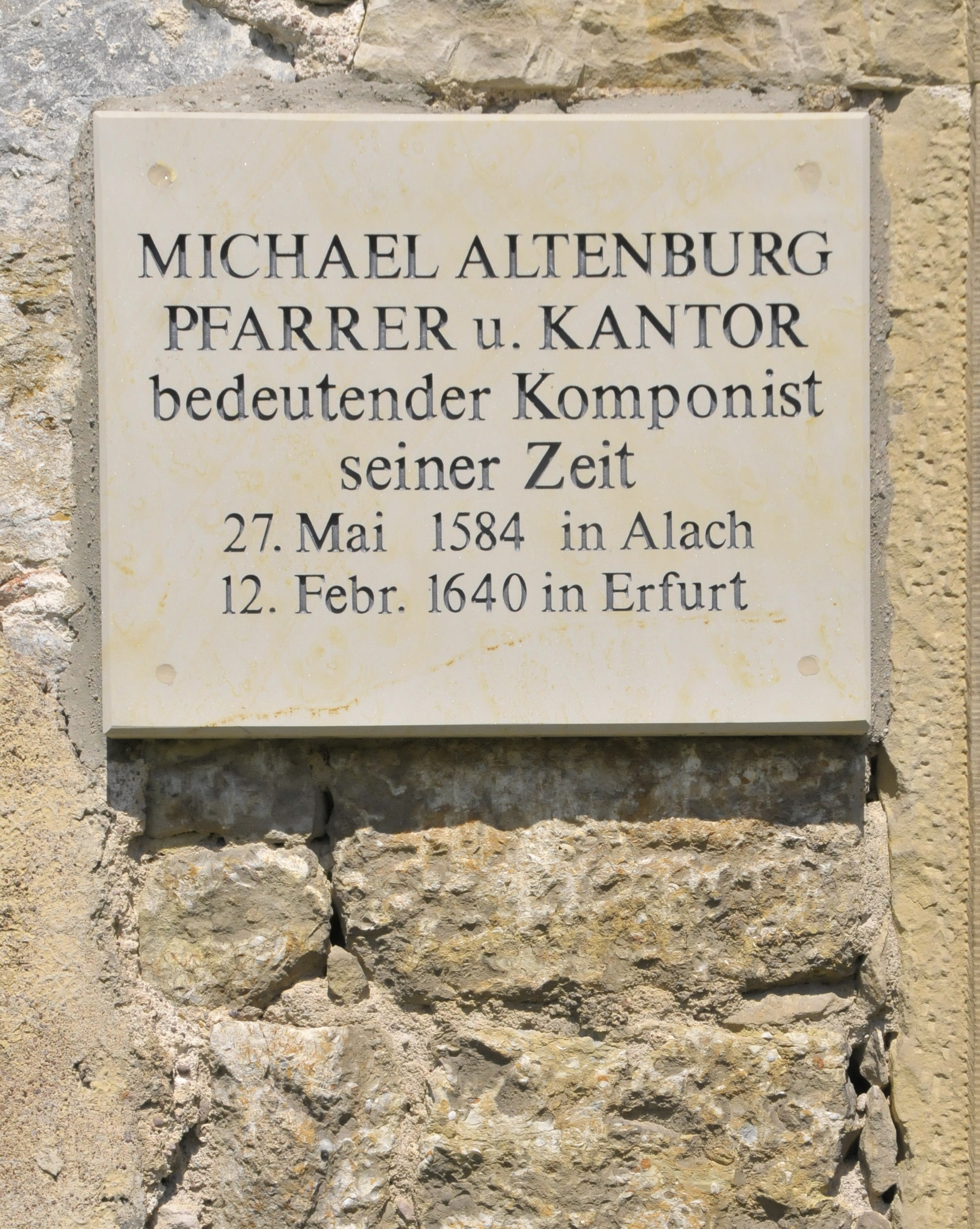
Gedenktafel an der Kirchentür für Michael Altenburg

### Söhne und Töchter des Ortes
- Michael Altenburg (1584–1640), Komponist von Kirchenliedern
- Samuel Friedrich Günther Wahl (1760–1834), Orientalist[6]
- Michael Gotthard Fischer (1773–1829), Organist und Komponist
- Gotthold Donndorf (1887–1968), evangelischer Pfarrer, Vorsteher des Rauhen Hauses in Hamburg